# Sát thủ Zodiac

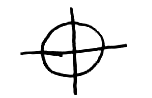
Biểu tượng được sử dụng bởi sát thủ Zodiac để kí ở cuối những bức thư của hắn

Sát thủ Zodiac hay sát thủ Cung hoàng đạo là tên giết người hàng loạt khét tiếng sống ở Bắc California vào cuối năm 1960 và đầu những năm 1970. Danh tính của hắn vẫn chưa được nhận diện. Sát thủ Zodiac nổi lên sau khi hắn sát hại các nạn nhân ở hồ Berryessa, Benicia thuộc bang Vallejo, và San Francisco trong khoảng từ tháng 12 năm 1968 đến tháng 10 năm 1969. Bốn người đàn ông và ba người phụ nữ khác trong độ tuổi từ 16 đến 29 cũng là nạn nhân của hắn. Cái tên Zodiac của hắn được biết đến khi hắn gửi những lá thư không rõ nguồn gốc đến thời báo Bay Area để xác nhận mình đã giết những nạn nhân này. Những lá thư hắn gửi chứa đựng 4 mật mã đánh đố nhà báo và bên dưới mỗi lá thư đều có ký tên Zodiac. Cho đến bây giờ, chỉ hai trong số bốn đoạn mã được các nhà chức trách giải mã.

## Nạn nhân

### Nạn nhân đã xác nhận
Mặc dù sát thủ Zodiac tuyên bố mình đã giết 37 người trong các lá thư gửi báo chí nhưng các nhân viên điều tra cho rằng chỉ có bảy nạn nhân chắc chắn là mục tiêu của hắn. Trong số các nạn nhân này, có hai người sống sót. Những nạn nhân đã chết gồm:
- David Arthur Faraday (17 tuổi) và Betty Lou Jensen (16 tuổi): bị bắn chết ngày 20 tháng 12 năm 1968, ở hồ Herman Road, nội ô thành phố Benicia. Tọa độ: 38°5′41,61″B 122°8′38,24″T / 38,08333°B 122,13333°T
- Michael Renault Mageau (19 tuổi) và Darlene Elizabeth Ferrin (22 tuổi): bị tấn công ngày 04 tháng 7 năm 1969, trong bãi đậu xe Blue Rock Springs Park ở Vallejo. Mageau may mắn sống sót sau cuộc tấn công, còn Ferrin đã chết khi vừa đến bệnh viện Kaiser Foundation. Tọa độ: 38°7′33,56″B 122°11′27,94″T / 38,11667°B 122,18333°T
- Bryan Calvin Hartnell (20 tuổi) và Cecelia Ann Shepard (22 tuổi): bị đâm vào ngày 27 tháng 9 năm 1969, tại hồ Berryessa ở hạt Napa. Hartnell sống sót với 8 vết đâm sau lưng, còn Shepard đã chết do vết thương quá nặng tại bệnh viện ngày 29 tháng 9 năm 1969. Tọa độ.:38°33′48,29″B 122°13′54,43″T / 38,55°B 122,21667°T
- Paul Lee Stine (29 tuổi): bị bắn chết ngày 11 tháng 10 năm 1969, tại khu phố Presidio Heights ở San Francisco sau khi để tên sát thủ Zodiac lên taxi của mình. Tọa độ: 37°47′19,47″B 122°27′25,54″T / 37,78333°B 122,45°T

### Nạn nhân trong diện điều tra
Các nạn nhân sau đây được cho là mục tiêu của Zodiac, mặc dù chưa được xác nhận:
- Robert Domingos (18 tuổi) và Linda Edwards (17 tuổi): bị bắn chết ngày 4 tháng 6 năm 1963, trên một bãi biển gần Gaviota. Edwards và Domingos được xác định là nạn nhân của Zodiac do lần tấn công này và lần tấn công của Zodiac tại Hồ Berryessa sáu năm sau đó có điểm tương đồng. Tọa độ: 34°28′11,2″B 120°10′7,14″T / 34,46667°B 120,16667°T
- Cheri Jo Bates (18 tuổi): bị đâm chết trong tình trạng gần như đầu lìa khỏi cổ ngày 30 tháng 10 năm 1966 tại Riverside City College ở Riverside. Vụ giết người này có điểm tương đồng với vụ sát thủ Zodiac giết người bốn năm sau đó theo điều tra của nhà báo Paul Avery, thời báo San Francisco Chronicle. Ông cho rằng có điểm tương đồng ở hiện trường hai vụ án.[1] Tọa độ trường Riverside: 33°58′19″B 117°22′52″T / 33,97194°B 117,38111°T
- Donna Lass (25 tuổi): mất tích vào ngày 6 tháng 9 năm 1970 ở Stateline, Nevada. Một tấm bưu thiếp với quảng cáo chung cư cao tầng từ Forest Pines (gần Incline Village, Lake Tahoe) dán ở mặt sau được gửi tới tòa soạn Chronicle ngày 22 tháng 3 năm 1971, và sau đó sát thủ Zodiac tuyên bố mình là thủ phạm đã giết chết Láss. Tuy nhiên, đến nay vẫn chưa có bằng chứng cho thấy có sự liên quan trong vụ mất tích này với những vụ giết người của Zodiac.[2]

Ngoài ra còn có một nạn nhân đặc biệt của sát thủ Zodiac:
- Kathleen Johns (22 tuổi): ngày 22 tháng 3 năm 1970, trên đường cao tốc 132 gần I-580, phía tây Modesto. Johns đã phải đánh lừa người đàn ông đã cho cô và đứa con gái bé bỏng của cô đi nhờ xe để trốn thoát tại giữa Stockton và Patterson khi đã đi nhờ khoảng gần 1½ giờ đồng hồ.[3] Tọa độ: 37°38′16,14″B 121°23′55,22″T / 37,63333°B 121,38333°T

## Văn hóa đại chúng
Những vụ án của sát thủ Zodiac, những bức thư, đoạn mã gửi tới cảnh sát và những tờ báo đã truyền cảm hứng cho rất nhiều bộ phim, tiểu thuyết, sản phẩm truyền hình cũng như những tên sát nhân hàng loạt khác.